# Fernand Saivé
Fernand Saivé (Dison, 24 de maig de 1900 - Anderlecht, 12 d'abril de 1981) va ser un ciclista belga que va prendre part en els Jocs Olímpics de París de 1924. Fou professional entre 1925 i 1926.
Als Jocs de París va guanyar la medalla de bronze en la prova de persecució per equips, formant equip amb Jean van den Bosch, Henri Hoevenaers i Léonard Daghelinckx. En la contrarellotge individual quedà el setzè, sent el quart ciclista belga en arribar a la meta, cosa que li privà de la medalla en la prova per equips, ja que sols els tres millors obtenien el reconeixement.

## Palmarès
- 1924
  -  Campió de Bèlgica de ciclo-cross
  -  Medalla de bronze als Jocs Olímpics de París en persecució per equips

### Resultats al Tour de França
- 1926. 32è de la classificació general